# Sinfonia n. 9 "Dell'Ahimè"
La sinfonia n.9 "dell'ahimè" è una composizione sinfonica di Gian Francesco Malipiero. Completata nel 1966, fu eseguita in prima assoluta il 21 settembre di quell'anno dall'Orchestra sinfonica di Torino della RAI diretta da Mario Rossi, all'Autunno Musicale di Varsavia, presso la Sala Filarmonica Nazionale.

## Movimenti
La sinfonia è in tre movimenti, molto compositi, come riscontrato già nella sinfonia n.8 "Brevis".
Il primo movimento è un "Allegro- moderatamente mosso-Quasi lento-Leggermente agitato-Più mosso (un poco agitato)" dai toni concitati; nel secondo, un "Lento, ma non troppo-Mosso ma non troppo-Primo tempo", fa capolino una melodia meditabonda e lamentosa, sostenuta dai corni inglesi, accompagnati da un pedale di delicati rintocchi e di ostinati degli archi, dei fagotti, del pianoforte e dei piatti.
Il terzo movimento, "Allegro-Lento (Ahimè)-Allegro ma non troppo-Piuttosto largo", presenta al suo interno un effetto che giustifica il bizzarro titolo della sinfonia: alle battute 286-287 le trombe, su rulli di tamburi e grancassa, tremoli di tam-tam e piatto sospeso, eseguono in FF una figura di due suoni che suggerisce in modo eloquente l'interiezione, chiaramente indicata sullo spartito.
Malipiero non spiega in nessuna sede i motivi che stanno dietro a questo singolare episodio, destinato a rimanere un piccolo mistero, come accade per altre pagine dell'artista. La sinfonia termina con una coda tesa, coerente con l'atmosfera pensosa degli altri due movimenti.